# Mainbrücke Niedernberg–Sulzbach
Die Mainbrücke Niedernberg–Sulzbach ist eine Straßenbrücke in Unterfranken, die bei Flusskilometer 97,980 den Main überspannt. Das Bauwerk besitzt zwei Fahrstreifen sowie beidseitig einen Geh- und Radweg. Es sorgt für einen Anschluss der rechtsmainischen Gemeinden Sulzbach am Main und Kleinwallstadt an die linksmainisch verlaufende Bundesstraße 469 bei Niedernberg.
Der 318 m lange Brückenzug wurde zwischen den Jahren 2000 und 2001 für 16,5 Millionen D-Mark (8,4 Millionen Euro) errichtet. Er besteht aus einer Vorlandbrücke am linken Mainufer mit zwei Öffnungen von je 28 m Stützweite, einer rechtsmainischen, vierfeldrigen Vorlandbrücke mit je 28 m Stützweite sowie der 150 m weit spannenden Strombrücke. Die Pfeiler und Widerlager sind auf Pfählen gegründet.

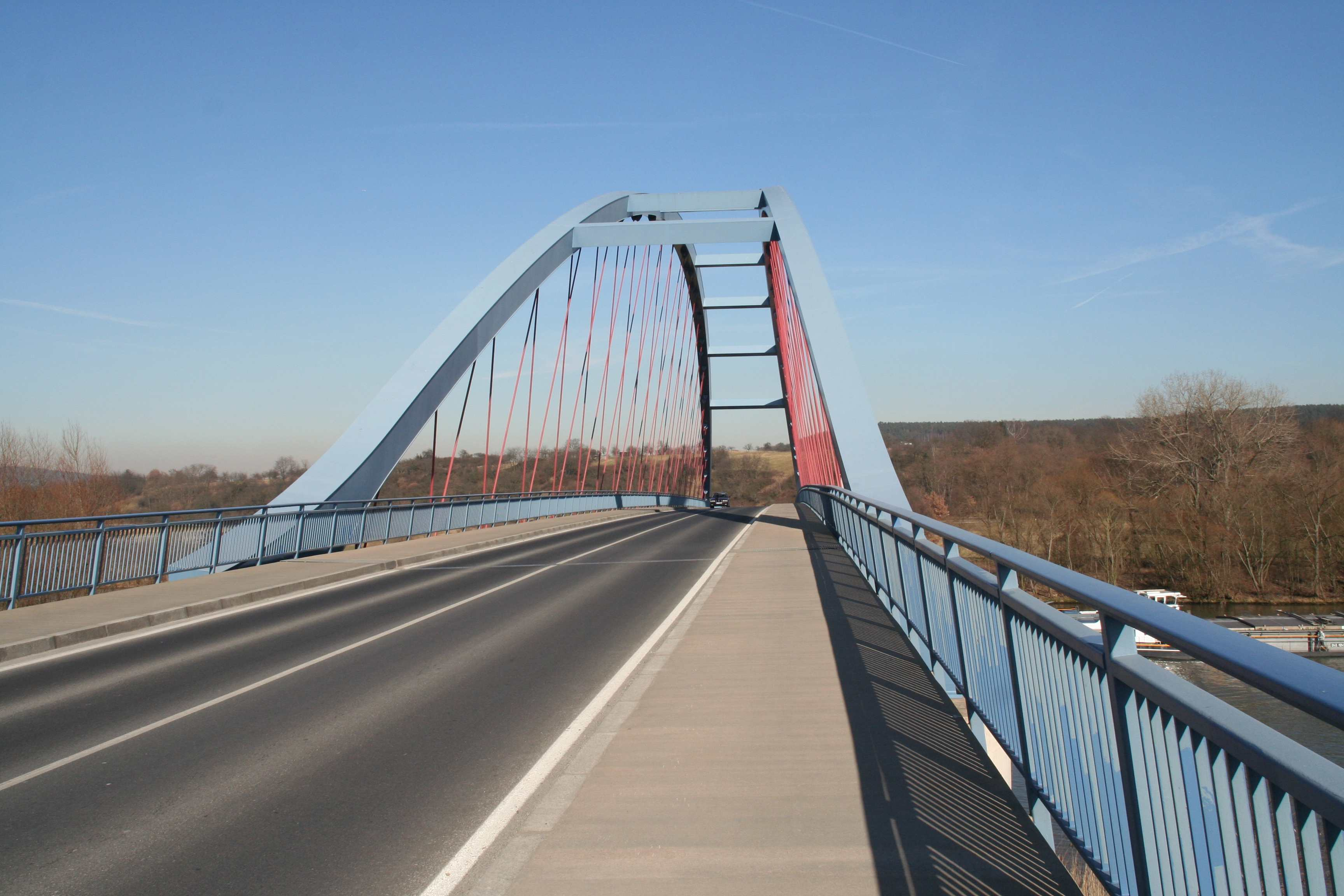
Mainbrücke Niedernberg–Sulzbach

Die Vorlandbrücken sind Spannbetonkonstruktionen, mit dem Durchlaufträger als Bauwerkssystem in Längsrichtung und einem einstegigen Plattenbalkenquerschnitt. Die Strombrücke besteht aus einer stählernen Stabbogenbrückenkonstruktion. Die Bögen, mit einem Stich von zirka 23,75 m, sind zueinander geneigt und durch Spangen miteinander verbunden. Allerdings sind die Hänger, welche alle 6,8 m an den Querträgern befestigt sind, nicht wie üblich senkrecht, sondern schräg und gekreuzt angeordnet. Dieser in Deutschland seltene Brückentyp wird auch nach dem Erfinder Nielsenbrücke genannt. Die schrägen Hänger aus 80 mm Rundstahl ermöglichen für die Versteifungsträger der Strombrücke die gleiche Konstruktionshöhe von rund 1,50 m wie bei den Vorlandbrücken. Die 30 cm dicke Fahrbahnplatte ist als Verbundkonstruktion ausgeführt. Die Brücke weist bei den Querträgern, die in einem Abstand von 6,8 m liegen, eine Gesamtbreite von 14,25 m auf. Die beidseitig angeordneten Bögen besitzen einen Hohlkastenquerschnitt sowie eine Breite von 1,1 m und eine Höhe von 1,25 m im Scheitel.
Die Montage der Hauptbrücke erfolgte am linken Ufer neben den Pfeilern. Danach wurde diese Konstruktion mit rund 900 Tonnen Masse in ihre endgültige Lage eingeschoben. Dazu wurden selbstfahrende Plattformwagen sowie Pontons eingesetzt. Am 4. August 2018 wurde die Brücke in "Roland-Schwing-Brücke" umbenannt.